# Marnand (Vaud)
Pour les articles homonymes, voir Marnand.
Pour l’article ayant un titre homophone, voir Marnans.
Marnand est une localité et une ancienne commune suisse du canton de Vaud, située dans le district de la Broye-Vully.  Elle est intégrée depuis 2011 à la commune de  Valbroye.

## Histoire
Marnand fut cité en 1142 sous le nom de Marnant. On y découvrit des vestiges romains, en particulier des monnaies, et des sépultures burgondes. La seigneurie appartint aux Villarzel, puis dès 1497 aux Loys. Elle fut vendue à Jean Müller de Berne, ancien bailli de Moudon (1708), puis devint la propriété des familles Thormann et Notz. Marnand fit partie du district de Payerne de 1798 à 2006.
Le village dépendit de la paroisse de Dompierre, et depuis 2000 de celle de Granges et environs. C'était un important relais avec, en permanence, 80 à 120 chevaux sur la route de Berne entre 1818 et 1876, quand fut construite la ligne de chemin de fer de la Broye. Probablement érigé sur l'emplacement d'une forteresse médiévale, le château du XVIIe siècle, devenu pensionnat de jeunes filles vers 1840, est occupé de 1937 à 2015 par une société philanthropique, puis racheté par l'entrepreneur Suisse Luca Bizzozero, qui entame d'importantes restaurations dès 2021. La culture du tabac est présente à Marnand.
Lors des référendums du 15 juin 2010, les communes de Cerniaz, Combremont-le-Grand, Combremont-le-Petit, Granges-près-Marnand, Marnand, Sassel, Seigneux et Villars-Bramard ont validé une fusion pour former une nouvelle commune Valbroye qui a vu le jour au 1er juillet 2011.

## Géographie
Marnand se situe dans la vallée de la Broye sur la rive droite, au débouché du Rioz ou ruisseau de Marnand. Le village se situe entre Payerne et Lucens, à proximité de Granges-près-Marnand qui se trouve de l'autre côté de la Broye.

## Démographie
Marnand compte 87 habitants en 1764, 204 en 1850, 248 en 1900, 195 en 1950 et 145 en 2000.

## Transports
La route principale 1 traverse Marnand.